# Raslavice
Raslavice (ungarisch Raszlavica) ist eine Gemeinde in der Ostslowakei. Sie liegt im oberen Tal des Flusses Sekčov, zwischen den Städten Prešov (23 km) und Bardejov (18 km).

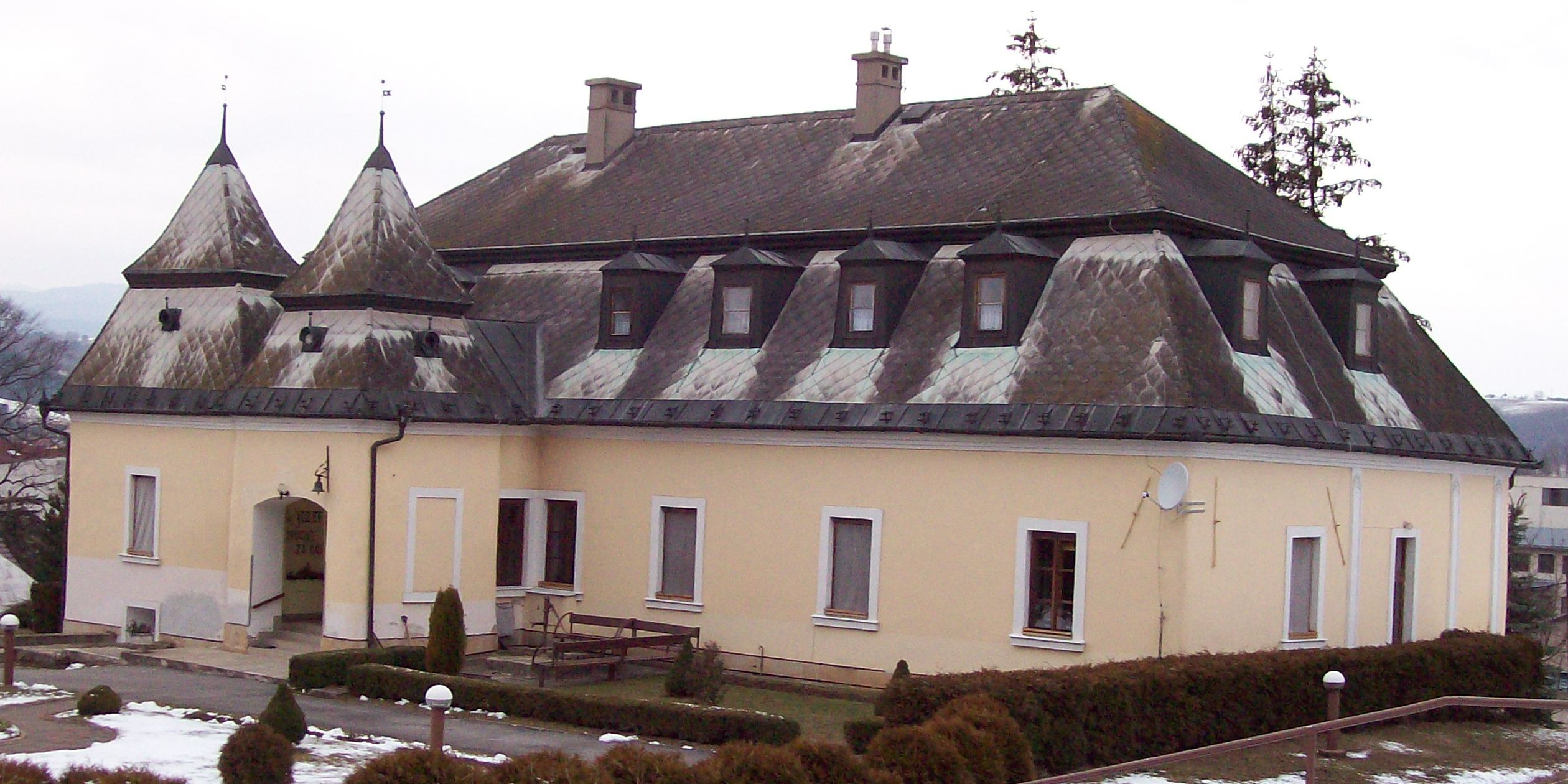
Herrenhaus im Ort

Die erste schriftliche Erwähnung erfolgte 1261 als Villa Raslo. Die heutige Gemeinde entstand 1971 durch Zusammenschluss der Orte Nižné Raslavice (bis 1948 slowakisch Uhorské [ungarisch]) und Vyšné Raslavice (bis 1948 slowakisch Slovenské Raslavice [slowakisch]).

## Bevölkerung
| Jahr                | 1994 | 2004     | 2014    | 2024    |
| ------------------- | ---- | -------- | ------- | ------- |
| Anzahl der Personen | 2307 | 2585     | 2721    | 2802    |
| Unterschied         |      | +12,05 % | +5,26 % | +2,97 % |

| Jahr                | 2023 | 2024    |
| ------------------- | ---- | ------- |
| Anzahl der Personen | 2774 | 2802    |
| Unterschied         |      | +1,00 % |

## Wappen
Beschreibung:  In Rot und Silber gespalten; vorn aus dem  Spalt zwei silberne Arme eine goldgestielte silberne Axt schwingend und hinten ein roter Krebs.
Im Ort gibt es zwei Kirchen und ein Herrenhaus.